# Ömheten (film, 1989)
Ömheten är en svensk TV-film från 1989 i regi av Annika Silkeberg. I rollerna ses bland andra Gerhard Hoberstorfer, Kenneth Söderman och Yvonne Lombard.

## Rollista
- Gerhard Hoberstorfer – Rasmus
- Kenneth Söderman – Benjamin
- Yvonne Lombard – Sara
- Måns Westfelt – Harald
- Jan Nyman – läkaren
- Ingela Olsson – sköterskan

## Om filmen
Ömheten producerades av Ann-Mari Jartelius för Sveriges Television AB Kanal 1. Manus skrevs av Jonas Gardell och fotografer var Bo Johansson och Pär-Olof Rekola. Musiken komponerades av Kim Hedås. Filmen premiärvisades i Sveriges Television den 30 oktober 1989 och är 84 minuter lång.
Vid filmfestivalen Prix Europa 1990 fick filmen ett hedersomnämnande. Vid den medicinska filmfestivalen i Parma 1991 fick Silkeberg specialpriset för bästa regi.